# Багдасарян, Арташес Арменович
Арташе́с Арме́нович Багдасаря́н (арм. Արտաշես Արմենի Բաղդասարյան; 11 февраля 1984, Ереван) — армянский футболист, защитник.

## Клубная карьера
Летом 2006 года Багдасарян из расположения «Киликии» отбыл в австрийский Пашинг и после просмотра подписал с «Суперфундом» двухлетний контракт с последующим продлением на год. Сыграв два матча в начале чемпионата Австрии, Багдасарян получил травму, от которой оправлялся долгое время. В итоге через семь месяцев контракт с ним был расторгнут по обоюдному согласию.

## Карьера в сборной
Багдасарян был впервые вызван в сборную Армении в октябре 2005 года, но дебютировал в ней только в следующем году. Единственный матч за национальную сборную провёл 1 марта 2006 года в Лимасоле против сборной Кипра (0:2). Багдасарян вышел в стартовом составе, а в перерыве его заменил Артур Восканян.

## Интересные факты
При помощи Арташеса Багдасаряна нападающий Ваге Тадевосян в сентябре 2006 года смог заключить контракт с швейцарским клубом «Арау» без прохождения просмотра.

## Достижения
«Мика»
- Финалист Кубка Армении: 2005